# Lettrisme
Pour la capacité à lire un texte en le comprenant, ainsi qu'à utiliser et à communiquer une information écrite, voir Illettrisme.
 (janvier 2025).
Le lettrisme, également appelé hyper-créatisme ou hyper-novatisme, est à l'origine un mouvement artistique, puis pluriculturel, né en 1945 avec l'arrivée en France de son fondateur Isidore Isou.

## Définition
Le lettrisme, renonçant à l'usage des mots, s'attache au départ à la poétique des sons, des onomatopées, à la musique des lettres.

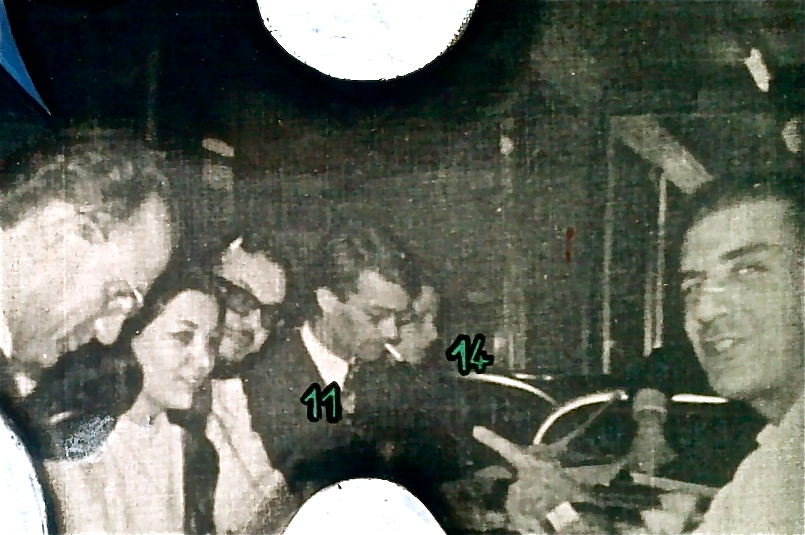

Voici la définition qu'en donne Isidore Isou Goldstein en 1947 dans Bilan lettriste : « Art qui accepte la matière des lettres réduites et devenues simplement elles-mêmes (s'ajoutant ou remplaçant totalement les éléments poétiques et musicaux) et qui les dépasse pour mouler dans leur bloc des œuvres cohérentes. » 
Par la suite, le Lettrisme se définira comme un mouvement culturel fondé sur la novation dans toutes les disciplines du savoir et de la vie[pas clair], au moyen notamment de La Créatique ou la Novatique, ouvrage rédigé par Isou entre 1941 et 1976. Il est donc nécessaire de distinguer le "Lettrisme" comme mouvement d'avant-garde, et le "lettrisme" comme art basé sur les lettres ou les phonèmes.
Le Lettrisme est l'un des principaux mouvements d'avant-garde depuis le dadaïsme et le surréalisme. Il représente une tentative extrême de dépassement de l'activité créatrice, fondée sur une connaissance rigoureuse des domaines abordés (la kladologie, du grec klados, branche qui signifie littéralement Science des branches de la culture et de la vie, et qui se propose de faire une description profonde et complète de la culture, qu'elle divise en domaines de l'Art, de la Science, de la Philosophie, de la Théologie et de la Technique, dont elle précise les secteurs de recherche et de découverte).
Plus tard, Isou proposera le terme d'Hyper-créatisme ou d'Hyper-novatisme pour mieux définir ce mouvement qui ne s'est pas réduit à la poésie à lettres.

## Repères historiques
Le lettrisme apporte en 1950 l'hypergraphie (d'abord nommée « métagraphie »), art fondé sur l'organisation des lettres et des signes, et considérée comme un dépassement à la fois de l'art plastique figuratif et abstrait, et aussi du roman à mots. Cet art sera, par la suite, dépassé par l'Art infinitésimal (1956), qui envisage n'importe quel élément (textes, images, objets…), au-delà de sa signification immédiate, comme support à l'élaboration d'œuvres purement mentales, imaginaires ou inconcevables, l'Art supertemporel (1960), fondé sur les interventions créatives, concrètes ou mentales du public pendant un temps indéterminé (créant ainsi des œuvres perpétuellement changeantes) et l'excoordisme (1992), considéré comme l'au-delà de l'Infinitésimal, qui s'appuie sur les extensions et les coordinations de particules esthétiques concrètes, imaginaires ou inimaginables.
Le groupe lettriste s'est attaché à toutes les formes de l'art, y compris le cinéma (Traité de bave et d'éternité, d'Isidore Isou, 1951, Le film est déjà commencé ?, de Maurice Lemaître, 1951), la danse (Sonnet gesticulaire (1959), de Maurice Lemaître) et la peinture (peintures hypergraphiques d'Isou, Gabriel Pomerand, Maurice Lemaître, Roberdhay, Gil J Wolman, Jean-Louis Brau, Jacques Spacagna, Aude Jessemin, Roberto Altmann, Roland Sabatier, Micheline Hachette, Alain Satié, Gérard-Philippe Broutin, Jean-Pierre Gillard, François Poyet, Anne-Catherine Caron…).
L'œuvre théorique d'Isou comprend, à côté de l'exposé de la doctrine lettriste, un commentaire critique de chaque domaine abordé.
Cependant, et malgré les dissentiments qui lient les principaux acteurs du mouvement (particulièrement entre Isou et son ex-disciple Debord), cet élan créateur a permis des œuvres audacieuses, comme le cinéma discrépant ou le Traité d'économie nucléaire (Le Soulèvement de la jeunesse) (1949), d'Isidore Isou.

## Principaux concepts esthétiques

### La loi des deux hypostases esthétiques ou «loi de l'amplique et du ciselant»
Isou découvre ces deux phases en étudiant l'histoire de la poésie, mais le modèle conceptuel qu'il développe sera appliqué par lui à l'ensemble des différents autres arts.
En poésie, il juge que la première phase, dite « amplique », naît avec la poésie d'Homère. Homère établit le modèle de ce qu'un poème doit être. Les poètes ultérieurs développent ce modèle, et explorent, au travers de leurs œuvres, ce qui peut être fait dans le cadre du modèle homérique. Il arrive un moment, cependant, où tout ce qui peut être fait dans ce modèle a été fait. En poésie, Isou estime que ce point est atteint avec Victor Hugo (de même que Eugène Delacroix en peinture, ou Richard Wagner en musique). Passé ce point, la poésie amplique est simplement épuisée, il n'y a plus aucun intérêt à continuer à produire des œuvres suivant le modèle ancien : elles n'expriment aucune créativité authentique, et sont donc sans valeur esthétique.
La phase ciselante succède alors à la phase amplique. La forme, jusque-là utilisée comme un outil pour exprimer des choses qui lui sont étrangères — des évènements, des sentiments, etc. —, se retourne sur elle-même, et devient, parfois implicitement, son propre sujet. De Charles Baudelaire à Tristan Tzara (en peinture, de Manet à Kandinsky ; en musique, de Debussy à Luigi Russolo), les poètes de cette phase déconstruisent le grand édifice poétique né des siècles de recherches au sein du modèle homérique.
Enfin, quand la phase de déconstruction arrive à son terme, une nouvelle phase amplique doit commencer avec un nouveau fondement. C'est là que se situe Isou, qui retourne aux éléments les plus fondamentaux de la création, les « lettres » : des symboles visuels et des éléments sonores antérieurs à toute interprétation. Il se donne pour tâche d'inventer une nouvelle façon de recombiner ces ingrédients afin d'atteindre de nouveaux buts esthétiques.

## Les arts neufs découverts par le Lettrisme

### Lettrisme (poésie et peinture)
Pour Isou, le poème du futur sera purement formel, dépourvu de tout contenu sémantique. Le poème lettriste, ou « lettrie », est proche de ce que faisaient certains poètes futuristes italiens (tels que Filippo Tommaso Marinetti), russes (tels que Velimir Khlebnikov, Iliazd, ou Zaoum), et dadaïstes (tels que Raoul Hausmann ou Kurt Schwitters), et de ce qui sera fait par la poésie sonore et la poésie concrète (avec des artistes tels que Bob Cobbing, Eduard Ovčáček ou Henri Chopin).
Cependant, les lettristes ont toujours insisté sur la radicale originalité de leur approche, et se démarquent nettement de ces écoles, malgré les apparentes similarités dans leurs productions, dans la mesure où ils furent les premiers, malgré l'antécédence futuriste et dadaïste, à systématiser cette pratique et à l'inscrire dans un corpus théorique.
Par ailleurs, la lettrie s'enrichit de ce qu'Isou appelle les « lettres nouvelles », ou « lettres a-alphabétiques », constituées par un lexique de sons inarticulés, corporelles, tels que les claquements de langue, les râles, grognements, applaudissements, toussotements, éternuements, et autres soupirs.
Bien que dépourvue de contenu sémantique, la lettrie amplique a une capacité à évoquer, par les arrangements sonores, des sensations et des idées. Ainsi, la symphonie La Guerre, composée par Isidore Isou en 1944 « raconte » la Seconde Guerre mondiale, de l'Occupation nazie à la Libération. Il en va de même pour son poème Neiges (1947), qui, par des ensembles phonétiques comme « Khneï Khneï thnacapata thnacapata », évoque la tombée de la neige.
La lettrie aura cependant sa phase ciselante, où les poèmes deviennent de plus en plus inarticulés, hermétiques, discordants, laissant parfois libre cours à l'improvisation. En 1955, Isou propose, dans cette phase ciselante, la monolettrie, où le poème se réduit à l'usage d'un seul phonème, répété et trituré. En 1958, Isou publie, dans la revue Séquence, ses Anti-lettries, de simples espaces vides dans la page et portant pour titres Lettrie blanche, Lettrie vide, A-lettrie, ou encore Lettrie anéantissante. Cette dernière expression, liée à la polythanasie esthétique, sera explorée par Roland Sabatier dans ses "Équations lettriques" de 1966 et, notamment, dans "Œuvres musicales et poétiques (...) que je n'ai pas composées (1974-1976)" publiées dans son "Œuvres poétique et musicales, (1963-2007)", éd. Psi, 2007.

### Hypergraphie
Les lettristes ont d'abord donné le nom de « métagraphie », puis d'« hypergraphie », à leur synthèse de l'écriture et des arts visuels. Des précédents peuvent être trouvés dans les œuvres cubistes, dadaïstes et futuristes, dans les domaines de la peinture et de la typographie, comme « Zang Tumb Tumb », de Marinetti, ou dans des poèmes comme « Calligrammes », d'Apollinaire. Cependant, l'Hypergraphie est considérée par Isou comme un nouvel amplique dans le roman et les arts plastiques, après l'épuisement de la prose par James Joyce et son Finnegans Wake, et l'épuisement de la représentation picturale par le cubisme, l'art abstrait, ou les ready-made de Marcel Duchamp.
L'Hypergraphie, créée en 1950, s'est d'abord développé dans le roman, proposant une prose où l'écriture traditionnelle en alphabet latin est augmentée par l'ensemble des signes et systèmes de notation de la communication. Ainsi, le texte se voyait complété par toutes sortes d'éléments comme le dessin, la photographie, les schémas, des signes d'autres cultures (idéogrammes, alphabets arabes ou hébreux, hiéroglyphes), des chiffres, des notes de musique ou encore des alphabets codés comme le morse ou le braille, des pictogrammes... Le roman hypergraphique emprunte volontiers aux codes du rébus ou de la bande dessinée, propose un véritable jeu avec l'espace de la page.
Avec son texte Mémoires sur les forces des arts plastiques et sur leur mort, également publié en 1950, Isou fait de l'Hypergraphie la nouvelle structure formelle d'une peinture qui, dépassant le paradigme « figuratif/abstrait », utilise comme éléments formels les lettres et les signes de tous les alphabets, auxquels peuvent s'ajouter des signes inventés par l'artiste.
Les premières œuvres hypergraphiques feront leur apparition au début des années 1950, avec notamment Les journaux des dieux (1950) d'Isidore Isou, Saint-Ghetto-des-Prêts de Gabriel Pomerand et Canailles de Maurice Lemaître. Par la suite, la peinture hypergraphique se développera à partir des années 1960, avec la venue de nouveaux membres au sein du groupe lettriste, comme Jacques Spacagna, Roland Sabatier, Alain Satié, Jean-Pierre Gillard, François Poyet, Gérard-Philippe Broutin.
De ce fait, avec un langage visuel qui leur est propre, les lettristes exploireront la phase amplique et la phase ciselant de l'art de la poly-écriture. Ils développeront l'Hypergraphie au-delà du roman et des arts plastiques, afin que ce dernier domaine soit appliqué à l'ensemble des arts visuels, du cinéma à l'architecture, en passant par la danse, le théâtre ou la photographie.

### Esthapéïrisme / Art infinitésimal
Inspiré par le calcul infinitésimal de Leibniz et Newton, Isou concevra l’art imaginaire, nommé également « art infinitésimal » ou « esthapéïrisme » (néologisme formé par les termes grecs « esth » = esthétique et « apéïros » = innombrable), qu’il théorisera en 1956, dans son Introduction à l’Esthétique Imaginaire ou Mémoire sur la particule infinitésimale. À l’inverse de l’Hypergraphie qui intègre tous les signes concrets de la communication, cette nouvelle expression considérera la partie sensible de l’œuvre (odorat, vue, toucher, etc.) comme support-tremplin, menant cette fois à des signes virtuels, imaginaires, en perpétuel changement, générés par les élaborations mentales des spectateurs. La plastique infinitésimale a donc comme caractéristique la création de signes dont les formes, dépourvues de leurs sens premiers, suggèrent ainsi une poésie au-delà du monde concret.
En complément de ce dernier, il proposera, en 1960, le cadre supertemporel, caractérisé par l’accomplissement, infini, total et authentique du public à l’intérieur de cadres offerts par l’artiste afin de concevoir « une œuvre qui intègre et dépasse le temps, parce qu’elle se construit d’une façon incessante, et se forge durant des générations et des générations de producteurs ».

### Excoordisme / Téïsynisme
En 1992, le créateur du Lettrisme désire une fois de plus dépasser ses apports antérieurs dans la branche de l'Art.
Ce dernier, dans son Manifeste de l’Excoordisme ou du Téïsynisme mathématique et artistique, propose l’« Excoordisme » (né de l’abréviation des termes « extensions » et « coordinations ») ou le "Téïsynisme" (né du grec ancien « τειυεσθαι » = extension ; « συν-αρμξω » = coordination).
L’ouvrage en question s’ouvre sur un élargissement des mathématiques en proposant les nombres extensibles et coordinateurs, capables, selon Isou, de rendre compte d'une masse de possibilités inexploitée dans cette science. Par la suite, et à partir de cette restructuration du domaine des éléments abstraits, Isou façonnera l’Excoordisme artistique en présentant successivement les particularités de la mécanique, de l’élémentique, de la rythmique, etc., du secteur concerné.
Essentiellement, ce nouvel art transcende les limites offertes par les domaines esthétiques antérieurs en découvrant, notamment, des particules infiniment fines et infiniment gigantesques, mais également, en effectuant des agencements émouvants neufs, initialement issus des opérations élémentaires mathématiques, comme l’addition, la soustraction, la multiplication ou la division[Quoi ?]. De ce fait, le domaine téïsyniste se fonde sur l’intégralité des extensions et coordinations menées à partir des éléments esthétiques acquis, eux-mêmes situés entre l’infiniment petit et l’infiniment grand.

## Les membres du groupe lettriste

### Membres permanents (personnalités étant restées dans le groupe)
- Isidore Isou, depuis 1945 (✝︎ 2007)
- Maurice Lemaître, depuis 1950 (✝︎ 2018)
- Roland Sabatier, depuis 1963 (✝︎ 2022)
- Micheline Hachette, depuis 1964 (✝︎ 1993)
- Alain Satié, depuis 1964 (✝︎ 2011)
- Jean-Pierre Gillard, depuis 1966
- François Poyet, depuis 1966
- Broutin, depuis 1968
- Woodie Roehmer, depuis 1971 (✝︎ 2005)
- Anne-Catherine Caron, depuis 1972
- Hugo Bernard, depuis 2013

### Membres impermanents (personnalités ayant effectué un passage dans le Lettrisme)
- Gabriel Pomerand de 1945 à 1964
- Guy Vallot, Rodica Valeanu de 1946 à 1950
- Roberdhay, de 1946 à 1964
- François Dufrêne, de 1947 à 1964
- Robert Estivals, de 1949 à 1957
- Gil J Wolman, de 1950 à 1964
- Jean-Louis Brau, de 1950 à 1964
- Serge de Turville, décennie 1950
- Marc'O, de 1950 à 1953
- Guy Debord, de 1951 à 1952
- Jacques Spacagna, de 1959 à 1972
- Aude Jessemin, de 1962 à 1969
- Roberto Altmann, de 1962 à 1968
- Edouard Berreur, de 1966 à 1973
- Jean-Paul d'Arville de 1988 à 1990
- Jean-Louis Sarthou, de 1966 à 1973
- Dany Tayarda, de 1966 à 1973
- Jean-Paul Curtay, de 1967 à 1978
- Albert Dupont, de 1974 à 1993;
- Frédérique Devaux, de 1980 à 1997
- Michel Amarger, de 1981 à 1997.
- Virginie Caraven, de 1988 à 1993 (environ).
- Damien Dion, de 2007 à 2016.

## Influences
Par son caractère original et avant-gardiste, le Lettrisme a anticipé ou influencé diverses personnalités et mouvements culturels[réf. nécessaire]. Parmi eux, nous relevons notamment Guy Debord par rapport aux théories économiques (le soulèvement de la jeunesse) et cinématographiques (film ciselant).
Dans un tout autre registre, le happening est apparu ultérieurement au Film Débat crée en 1951 par Isidore Isou qui se proposait de réduire le cinéma à la participation verbale des spectateurs. Plus tard, ce dernier approfondira le rôle du public dans l'élaboration de l’œuvre, notamment au travers de l'Art supertemporel (1960) qui invite explicitement les amateurs à intervenir indéfiniment au sein de la réalisation.
Aussi, la majorité des réalisateurs appartenant à la nouvelle Nouvelle Vague (dont Jean-Luc Godard et Alain Resnais), ainsi qu'au cinéma underground américain, réexploite le cinéma ciselant et discrépant expliqué par le créateur du Lettrisme, dans son Esthétique du Cinéma, et pratiqué par ce dernier par le film Traité de bave et d'éternité.
Dans l'entretien entre Jean Narboni et Éric Rohmer, on lit :
– Vous avez aussi, curieusement, écrit sur le mouvement lettriste et Isidore Isou, et vous teniez beaucoup à ce que nous republiions ce texte.
– Il y avait d’abord une provocation. Je voulais montrer aux gens des Cahiers du cinéma que mon point de vue était très moderne, que nous n’étions pas seulement des piliers de Cinémathèque, des réactionnaires admirant Hollywood, refusant les grands sujets, le cinéma social, Buñuel, etc. Le moderne pour moi, ce n’était pas le surréalisme, c’était le lettrisme, qui correspondait tout à fait à mon idée d’alors que les arts étaient en voie de destruction. Le lettrisme, c’est la fin absolue de la littérature – puisque le mot disparaît au profit de la lettre et du son non codifié.
– Pourtant, vous n’étiez pas iconoclaste. Vous ne l’avez jamais été…
– Je n’étais pas iconoclaste. Je n’adhérais d’ailleurs nullement au lettrisme, je ne pensais pas que la voie du cinéma était celle que prétendait Isou, je disais seulement qu’il fallait le prendre en considération. Il a été d’une certaine façon le précurseur du happening. Ce qui se passait sur l’écran n’était destiné qu’à provoquer l’intervention du spectateur. Il a également dit que Godard n’avait rien inventé. Il y avait en effet déjà chez lui certaines idées godardiennes – ne serait-ce que le fait de maltraiter la pellicule, la salir, la piétiner, ou plus simplement mépriser les « raccords » de montage.
Par rapport à l'Art conceptuel, et avant l'apparition de ce mouvement, Isou a proposé en 1956 l'Art infinitésimal qui met en évidence le rôle secondaire de la matérialité de l'œuvre pour privilégier les données virtuelles, imaginaires.

## Chronologie
Les années 1940
- 1942 : Isidore Isou rédige son Manifeste de la poésie lettriste.
- 1944 : Isou compose un sonnet et quelques dessins lettristes.
- 1945 : Arrivée d'Isou à Paris. Rencontre avec Gabriel Pomerand avec qui il fonde le mouvement lettriste.
- 1946 : Scandale du Théâtre du Vieux-Colombier : les lettristes interrompent une représentation de La Fuite, du dadaïste Tristan Tzara, pour proclamer la naissance du Lettrisme. Parution de la première revue du groupe : La Dictature Lettriste, Cahier d'un nouveau régime artistique. Pomerand crée La Symphonie en K, première symphonie lettriste. Premières expositions de peintures et de dessins lettristes à la librairie de La Porte Latine.
- 1947 : En avril, Isou publie chez Gallimard Introduction à une Nouvelle Poésie et une Nouvelle Musique, qui inclut son manifeste de la poésie lettriste, des poèmes, la partition de sa symphonie La Guerre, ainsi que l'exposé de la loi de l'amplique et du ciselant. Chez le même éditeur, il publie Agrégation d'un Nom et d'un Messie, une auto-fiction posant les jalons de l'éthique isouienne. Arrivée de François Dufrêne au sein du groupe lettrisme. Le 20 juin a lieu une conférence contradictoire organisée par l'ancien poète futuriste et dadaïste russe Iliazd sous le titre Après nous le lettrisme. Iliazd conteste le caractère pionnier du lettrisme et demande aux lettristes de reconnaître la prééminence des expérimentations futuristes et dadaïstes. La conférence s'achève en pugilat au cours duquel le peintre Camille Bryen, soutien d'Iliazd, est violemment molesté par quelques jeunes lettristes[réf. nécessaire].
- 1948 : Parution de Le Cri et son Archange, de Pomerand.
- 1949 : Isou publie son premier ouvrage d'érotologie : Isou ou La Mécanique des Femmes, qui lui vaudra un procès et une incarcération. Parution de Traité d'Économie Nucléaire, Le Soulèvement de la Jeunesse, son premier essai d'économie politique. Rencontre d'Isidore Isou et de Maurice Lemaître. Premier article sur Le Soulèvement de la Jeunesse par Maurice Lemaître dans le journal Le Libertaire.

Les années 1950
- 1950 : Maurice Lemaître, Jean-Louis Brau, Marc'O, Serge Berna et Gil J Wolman rejoignent le groupe. Parution de Les Journaux des Dieux, d'Isou, premier roman hypergraphique, immédiatement suivi de Saint-Ghetto-des-prêts de Pomerand. Parution, sous la direction de Maurice Lemaître, du premier numéro de Front de la Jeunesse. Maurice Lemaître fonde la revue Ur où il publie les premières planches de son récit hypergraphique Canailles. Isou publie Mémoires sur les Forces Futures et des Arts Plastiques et sur leur Mort, où il applique le principe de l'hypergraphie aux arts plastiques. Réalisation des premières toiles hypergraphiques de Pomerand.
- 1951 : Projection à Cannes de Traité de bave et d'éternité d'Isou, premier film discrépant, c'est-à-dire basé sur une disjonction totale entre le son et l'image. S'ensuit Le film est déjà commencé ? de Lemaître, qui prolonge le cinéma discrépant tout en élargissant le film à la salle de cinéma en son entier. Guy Debord rejoint le mouvement lettriste. Parution de Testament d'un Acquitté, de Pomerand.
- 1952 : Parution du premier et unique numéro de la revue Ion, dirigé par Marc'O, consacré au cinéma. Y sont publiés, entre autres, les scénarios des films L'Anticoncept de Wolman, et de Hurlements en faveur de Sade de Debord, ainsi que l'essai Esthétique du Cinéma, d'Isou, qui pose notamment les jalons de la Méca-esthétique intégrale, c'est-à-dire la section des outils, instruments et supports utilisés en art, élargie à l'ensemble des matières existantes ou possibles. Isou crée le Film-Débat, uniquement composé des discussions des spectateurs sur un film possible. Debord, Wolman, Brau et Berna rompent avec le Lettrisme pour fonder une mouvance dissidente et éphémère : l'Internationale lettriste, qui va se fondre, en 1957, dans l'Internationale situationniste. Publication en livre de Le Film est déjà commencé ? de Lemaître.
- 1953 : Publication de Fondements pour la Transformation intégrale du Théâtre, d'Isou, qui pose les bases du théâtre, de la danse et du mime ciselants. Amos ou Introduction à la Métagraphologie, premier film hypergraphique composé d'un essai sur l'hyperpraphie proposé comme bande-son discrépante d'une succession de photographies recouvertes de signes peints à la main. Isou expose à la galerie Palmes sa série Les Nombres, 36 toiles hypergraphiques décryptables selon le principe du rébus. Dufrêne développe ses premiers crirythmes.
- 1954 : Première représentation de la pièce de théâtre ciselante et discrépante d'Isou : La Marche des Jongleurs.
- 1955 : Dufrêne réalise ses premiers « Crirythmes ultralettristes » et s'éloigne peu à peu du groupe.
- 1956 : Isou publie Introduction à l'Esthétique Imaginaire, le manifeste de l'Art infinitésimal.
- 1957 : Création des premières anti-hypergraphies.
- 1958 : Publication des premiers poèmes infinitésimaux, anti-infinitésimaux, et anti-lettristes d'Isou dans la revue Séquences. Columbia Records produit le premier disque de poésie lettriste, intitulé Maurice Lemaître présente le Lettrisme.
- 1959 : Création de l'Aphonisme, forme poético-musicale basée sur le silence, exprimé par des gestes ou des images. Lemaître monte ses spectacles ciselants Fugue mimique et Sonnet gesticulaire. Adhésion de Jacques Spacagna jusqu'en 1972.

Les années 1960
- 1960 : Isou crée l'Art supertemporel et théorise le Polyautomatisme (ou l'automatisme appliqué à tous les composants d'une œuvre). La Salle des Idiots, d'Isou, premier film supertemporel. Lemaître publie le premier tome de ses Carnets d'un fanatique, l'ouvrage La Danse et le Mime ciselants, et sa pièce discrépante Kreach ou Le Phare de l'Homme-Colombe. Développement des œuvres de méca-esthétique.
- 1961 : Retour de Dufrêne, Brau et Wolman au sein du Lettrisme. Exposition Les peintres lettristes (Isou, Pomerand, Lemaître, Wolman et Spacagna) à la galerie Weiller.
- 1962 : Manifeste de l'Anti-méca-esthétique généralisée. Adhésion de Roberto Altmann jusqu'en 1968.
- 1963 : Isou publie Le Grand Desordre, roman polyautomatique, et La Loi des Purs, premier roman polythanasique, uniquement composée de pages blanches. Manifeste de la Polythanasie Esthétique, qui propose un procédé de destructions et de négations multiples, précises et analytiques appliquées à l'ensemble des composants d'une œuvre. Création par Maurice Lemaître de la revue UR, nouvelle série, qui publiera 7 volumes de 1963 à 1967, avec des œuvres originales, textes, disques, gravures.... de Lemaître, Isou, Altmann, Spacagna, Sabatier, Hachette, Satié, Poyet, Ben, Gette, Cadéré, Jessemin... Adhésion de Roland Sabatier qui publie Manipulitude, roman supertemporel, et fonde les éditions Psi. Parution de Le Temps des Assis, de Lemaître.
- 1964 : Création de la revue Psi. Adhésion de Micheline Hachette et Alain Satié. Exposition Lettrisme et Hypergraphie à la galerie Stadler, Paris. Dufrêne, Brau et Wolman quittent le groupe définitivement. Parution chez Gallimard de Œuvre de Spectacle (1951-1954), d'Isou.
- 1965 : Participation du mouvement lettriste organisée par Roland Sabatier à la Biennale de Paris.
- 1966 : Les Preuves, de Sabatier, premier film entièrement infinitésimal. Jean-Pierre Gillard et François Poyet rejoignent le groupe lettriste. Isou théorise la Kladologie.
- 1967 : Lemaître se présente aux élections législatives de la 24e circonscription de Paris, avec Sabatier comme suppléant. Adhésion de Jean-Paul Curtay jusqu'en 1978. Gillard peint sa première Démarche Infinitésimale.
- 1968 : Isou publie le Manifeste pour le bouleversement de l'architecture, suivi d'œuvres architecturales ciselantes, hypergraphiques, infinitésimales et supertemporelles de l'ensemble du groupe. Gillard, Poyet, Curtay et Broutin fondent la NGL (Nouvelle Génération Lettriste). Ouverture d'une salle lettriste au Musée d'Art Moderne de la Ville de Paris. Adhésion de Gérard-Philippe Broutin.
- 1968 : Jean-Louis Sarthou met en scène Le Boulevard du surréalisme de Maurice Lemaître au café-théâtre Le Colbert (Paris), , interprété entre autres par Dany Tayarda, dans des décors et costumes d'Edouard Berreur
- 1969 :L'Ascension du Phénix M.B., de Maurice Lemaître, est mis en scène par Jean-Louis Sarthou dans le cadre de la Biennale de Paris, au Centre Culturel Américain, dans une scénographie d'Edouard Berreur. Parmi une quinzaine d'interprètes figurait Dany Tayarda.

Les années 1970
- 1970 : Sabatier crée le Premier Festival International d'Art Infinitésimal et Supertemporel.
- 1971 : Parution de la suite du Traité d'Économie Nucléaire ainsi que Manifeste pour une nouvelle psychopathologie et une nouvelle psychothérapie, d'Isou. Adhésion de Woodie Roehmer.
- 1972 : Isou publie Introduction à une Nouvelle Conception de la Science. Festival Lettriste au Théâtre du Ranelagh, Paris. Adhésion d'Anne-Catherine Caron.
- 1973 : Exposition La Vérité Lettriste (1945-1973) organisé par Roland Sabatier à la galerie Suzanne Visat, Paris. Parution de "De l'impressionnisme au Lettrisme: l'évolution des moyens de réalisation de la peinture moderne", de Isidore Isou (Ed; Le Monde des grands Musées).
- 1974 : Parutions de La Poésie Lettriste (Seghers) de Curtay et de Situation de Mes Apports dans la Polythanasie Esthétique, de Sabatier. Adhésion d'Albert Dupont jusqu'en 1993.
- 1975 : Isou publie Introduction aux mathématiques des nombres vagues (mous), des rapports inexacts (hyper-exacts) et à notation hypergraphique. Exposition L'Art Végétal Lettriste au Théâtre du Ranelagh, Paris. Lemaître organise, aux États-Unis, le Premier Symposium sur le Lettrisme.
- 1976 : Sur France-Musique Jean-Pierre Gillard produit deux émissions consacrées à la musique lettriste: "Ère isouienne, an 52: Gérard-Philippe Broutin musicien lettriste", et "Roland Sabatier : Pourquoi je n'ai pas écrit ces musiques". Lemaître crée le premier Salon de la Lettre et du Signe. Isou dépose à la Bibliothèque Nationale les 9 tomes de La Créatique ou la Novatique (1941-1976).
- 1977 : Isou publie L'Art Corporel Lettriste.
- 1978 : Exposition Sept femmes lettristes à la Librairie-galerie Fabrice Bayarré. Sortie aux éditions Anakota (émanation d'une association d'exilés cambodgiens) de Roman à équarrir d'Anne-Catherine Caron. Roland Sabatier organise à la galerie La Hune de Paris l'exposition "Isidore Isou et la Créatique (1945-1978)".
- 1979 : Satié publie Notes pour le Bouleversement de l'Art du Meuble.

Les années 1980
- 1980 : Rétrospective des films de Lemaître au Centre Pompidou. Parution de Fondements d'une Nouvelle Physique, d'Isou. Adhésion de Frédérique Devaux jusqu'en 1997.
- 1981 : Isou publie Introduction à l'Hyper-biotique, l'Hyperpathologie et l'Hyper-thérapeutique, ainsi que Principes de Chimie. Poyet publie L'Art de se vêtir, se dévêtir, se travestir et investir dans les nouveaux us et costumes de la Haute couture, du maquillage et de l'attitude du corps. Adhésion de Michel Amarger jusqu'en 1997.
- 1984 : Roland Sabatier publie "Œuvres de cinéma (1963-1983)" aux éditions Psi.
- 1985 : Parution de Introduction à la Psychokladologie, d'Isou. Anne-Catherine Caron organise la venue d'Isou et Sabatier dans le cadre de Milano Poesia (Milan, mai/juin), auquel elle participe elle-même (catalogue) et un festival de films lettristes à la Cinémathèque de Milan.
- 1987 : Exposition Isidore Isou et la Méca-esthétique, à la Galerie de Paris.
- 1988 : Expositions Le Demi-siècle lettriste à la galerie 1900-2000, Paris ; 20 ans d'Architecture lettriste (1968-1988) à la galerie Lecointre et Ozanne, Paris ; Le Lettrisme historique : 1944-1988 à la FIAC de Paris. Adhésion de Virginie Caraven.
- 1989 : Parution de Le Lettrisme:les Créations et les Créateurs, de Sabatier.

Les années 1990
- 1990 : Exposition Portraits et Autoportraits d'une Avant-garde : le Lettrisme (1950-1990), au FRAC des Pays de Loire.
- 1991 : Isou réalise ses premières œuvres excoordistes et dépose à la Bibliothèque Nationale son Manifeste de l'Excoordisme ou du Téïsynisme mathématique et artistique.
- 1992 : Publication du Manifeste de l'Excoordisme ou du Téïsynisme plastique. Exposition L'Excoordisme plastique à la Galerie de Paris.
- Parution de Le cinéma lettriste (1951-1991), "Entretiens avec Isidore Isou", "Traité de bave et d'éternité" (analyse), "Isou et la religion judaïque, la Thora et le Talmud", quatre  livres de  Frédérique Devaux, entre 1991 et 1994
- 1993 : Participation d'Isidore Isou, Maurice Lemaître et Roland Sabatier à l'exposition Poésures et Peintries, organisée par Bernard Blistène à la Vieille Charité de Marseille. Roland Sabatier organise la présence du groupe Lettrisme au sein de la 45e Biennale de Venise.
- 1998 : Les Cahiers de l'Externité (Sylvain Monségu) commencent à rééditer divers ouvrages fondateurs du Lettrisme (La Dictature Lettriste, Mémoires sur les forces futurs des arts plastiques et leur mort, Introduction à l'Esthétique Imaginaire, ainsi que Lemaître et Pomerand)
- 1999 : Un fac-similé de la revue Ion sort chez Jean-Paul Rocher Éditeur. Le compositeur Frédéric Acquaviva enregistre, avec Isou, la symphonie La Guerre (1947), qui sortira en CD chez Al Dante, accompagnée de deux autres symphonies sous le titre Isidore Isou : Musiques Lettristes.

Les années 2000
- 2000 : Dernière apparition publique d'Isou lors d'une conférence à la Sorbonne.
- 2001 : Isou compose la symphonie lettriste Juvénal. Parution chez Novaprod Owl du CD Corrina Corrina regroupant des poèmes de Gillard.
- 2002 : Jean-Pierre Gillard crée E.T. Web, le site de l'excoordisme et du téïsynisme, premier site lettriste sur internet.
- 2003 : Le Lettrisme est présent dans l'exposition Après la Fin de l'Art au Musée d'Art Moderne de Saint-Étienne. La Créatique ou la Novatique (1941-1976), d'Isou, sort en un seul volume aux éditions Al Dante / Léo Scheer. Parution de Pour une histoire du lettrisme de Mirella Bandini. Organisation par Anne-Catherine Caron, en juillet, de la première exposition "Il Lettrismo al di là della femminilitude" au Musée d'Art Contemporain d'Albisola, accompagnée d'un catalogue comportant la réédition de "Les Peintres lettristes créateurs, au-delà de la féminitude" d'Isidore Isou, 1978 et de sa traduction en langue italienne, Museo Civico d'Arte Contemporanea, Albisola, 2003.
- 2004 : Sortie du CD Juvénal, d'Isou, orchestré par Frédéric Acquaviva (Éditions Al Dante)
- 2005-2007 : En 2005, exposition "Isidore Isou, du Lettrisme à la Créatique" à Besançon (F. Acquaviva). Broutin fonde l'Atelier Lettrista en Italie. Développement sur internet de sites et blogs consacrés au Lettrisme : le Blog du Lettrisme, le Site Officiel du Lettrisme, Les Enfants de la Créatique et du Lettrisme..
- 2006 : Isidore Isou crée sa dernière œuvre : Symphonie no 5, enregistrée par Frédéric Acquaviva
- 2007 : Isou meurt et "La fin de l'âge de la Divinité» est publié[11]. Anne-Catherine Caron crée La Galerie-du-sac-de-la-Dame, lieu d'exposition itinérant. Adhésion de Damien Dion. Exposition Le Lettrisme : collection intime et ultime, à la Villa Cernigliaro, Sordevolo, Italie (commissaires : Roland Sabatier, Anne-Catherine Caron). Le mécène Francesco Conz organise à  Vérone les expositions Pianoforti lettristi et Il Lettrismo a Verona. Décès d'Isidore Isou. Poyet organise une exposition-hommage à I. Isou au Centre Culturel Roumain de Paris. Exposition Isidore Isou, Introduction à un nouveau poète et un nouveau musicien, au CIPM, Marseille (commissaire : F. Acquaviva).
- 2008 : Exposition Le Lettrisme au-delà de la féminitude, à la Villa Cernigliaro, Sordevolo, Italie (commissaire : A.-C. Caron), accompagnée d'un catalogue français/ italien comportant une réédition de "L'apport du Lettrisme et du Juventisme au mouvement de libération des femmes" d'Isidore Isou", 1978-2002. Exposition Gil J Wolman au CIPM, Marseille (commissaire : F. Acquaviva). La collection Acquaviva nait au sein des Éditions Derrière la salle de bains. Sortie en DVD du film Traité de bave et d'éternité, d'Isou. La revue Terrorisme Intellectuel consacre son premier numéro au Lettrisme. Dion crée la revue Toth.
- 2009 : Première soirée lettriste organisée par Broutin et l'Atelier Lettrista au Théâtre du Temps, à Paris. Exposition L'Anti-cinéma lettriste (1952-2009) à la villa Cernigliaro, Sordevolo, Italie (commissaires : A.-C. Caron et R. Sabatier)

Les années 2010
- 2010 : Première exposition internationale de l'œuvre de Gil J Wolman, i am immortal and alive, au MACBA, Barcelone (commissaires :  Frédéric Acquaviva et Bartomeu Mari) et quadruple catalogue (anglais, espagnol, catalan, portugais-français) sous la direction d'Acquaviva. Ensemble lettriste (Isou, Pomerand, Sabatier, Satié, Gillard, Broutin...) au sein de l'exposition Algumas Obras a Ler, Coleção Eric Fabre ("Quelques œuvres à lire, La collection Eric Fabre") au Musée Berardo, Lisbonne. Exposition Lettrisme, vue d'ensemble sur quelques dépassements précis (commissaire: Roland Sabatier), du 23 octobre au 28 novembre 2010, Villa Tamaris-centre d'art, La Seyne-sur-Mer. Parution de deux ouvrages sur le lettrisme : Lettrisme, l'ultime avant-garde de Bernard Girard (Les Presses du Réel, 2010) et Lettrisme, le bouleversement des arts de Guillaume Robin (Hermann, 2010).
- 2011 : Jean-Pierre Gillard crée le site Lettrisme XXIe siècle, le site officiel. Décès d'Alain Satié. Sortie de l'ouvrage Le lettrisme historique était une avant-garde, de Fabrice Flahutez (Les Presses du Réel, 2011). Quatre expositions lettristes sont organisées par F. Acquaviva à la Galerie Satellite, Paris : Isidore Isou, 7 photographies, François Poyet, au top (hors traits), Alain Satié, la dynamique du roman et Maurice Lemaître, Peintures de l'Enfer et du Paradis. Les Éditions AcquAvivA sortent la première traduction en anglais du "Manifeste du Soulèvement de la Jeunesse" d'Isidore Isou (suivront les premières traduction suédoise, italienne, chinoise, allemande...). Exposition d'Anne-Catherine Caron, "Roman lettriste de la Villa Cernigliaro" à la Villa Cernigliaro, Sordevolo, (Italie).
- 2012 : Exposition Isidore Isou, Hypergraphic Novels 1950-1984, Institut Culturel Roumain, Stockholm, 23 février au 13 avril, (commissaire : F. Acquaviva), avec notamment un récital Isidore Isou par Loré Lixenberg. Exposition Vive le lettrisme au "8 Rue Saint-Bon", Paris (10 mars-7 avril 2012). Participation du groupe lettriste à la Luminale 2012 de Francfort (Allemagne), du 15 au 20 avril. Exposition Pensiez-vous (vraiment) voir une exposition ? Bientôt les Lettristes (1946-1977), Passage de Retz, Paris (11 mai-17 juin), (commissaires: B. Blistène et F. Acquaviva). Frédéric Acquaviva réalise le premier enregistrement de la "Symphonie en K" de Gabriel Pomerand (1947) avec les voix de plusieurs lettristes dont Curtay, Broutin, Poyet, Gillard. L'exposition "Specters of Artaud" au Musée Reina Sofia, Madrid regroupe de nombreuses œuvres lettristes historiques de Isou, Pomerand, Lemaître, Dufrêne et Wolman. (commissaires : Kaira Cabanas et Frédéric Acquaviva). Exposition de Roland Sabatier, "Imaginaires dans un jardin réel" à la Villa Cernigliaro, Sordevolo, (Italie).
- 2013 : Exposition de Roland Sabatier, "Œuvres de pédagogie esthétique (1988-1990)" à la Fondation du doute de Blois. Adhésion de Hugo Bernard. À l'occasion de l'exposition "Lemaître / Broutin" à Rumpsti Pumsti (curator Frédéric Acquaviva), publications des deux ouvrages : "Œuvres Nécrophiliques" de Broutin et de "Photographies imaginaires médicales (partiellement) néo-nazies" aux Éditions AcquAvivA (Berlin)
- 2014 : Exposition de Maurice Lemaître à la galerie Patrice Trigano, Paris et sortie de la première monographie sur l'œuvre plastique de Lemaître par Frédéric Acquaviva aux Éditions de la Différence "Lemaître, une vie lettriste". Ouverture publique de la EAMCollection (Elke and Arno Morenz Collection) à Berlin (curator : Frédéric Acquaviva), seule collection lettriste publique. Exposition de Roland Sabatier, "Anti-cinéma (lettriste) & Cinémas lointains (1964-1985)" chez Garage Cosmos de Bruxelles. Création du Site officiel des théories du Lettrisme (lelettrisme.org) par Hugo Bernard.
- 2015 : Colloque "Le Lettrisme et son temps" organisé par Fabrice Flahutez, avec un récital conçu par Frédéric Acquaviva à l'INHA réunissant Broutin, François Poyet, Jean-Paul Curtay, Marie-Thérèse Richol-Müller, Loré Lixenberg ainsi que des diffusions sur bandes d'œuvres d'Isou, Pomerand, Dufrêne et Wolman. Exposition "Isidore Isou, Œuvres de cinéma (1951-1999)" à la Fondation du doute de Blois (commissaire: Roland Sabatier). Création au mois de mai d'une salle lettriste avec des œuvres de Isou, Pomerand, Lemaître, Sabatier, Brau et Wolman, dans le cadre des nouvelles collections permanentes du Musée d'Art Moderne du Centre Pompidou. Ouverture d'une salle consacrée à Gil Wolman au Centre Pompidou (commissariat Jean-Michel Bouhours). Trois expositions rétrospectives sur "Broutin, Step by step, the non-painter grazes"; "Wolman = Lettrism + Détournement", ainsi que sur la revue "UR" ( "OU-UR-SOURCE") sont organisées par Frédéric Acquaviva à La Plaque Tournante, Berlin qui invite également François Poyet à venir faire une performance. Expositions d'Anne-Catherine Caron, "Pérégrinations et Equivoques" et de Roland Sabatier, "Tombeau des frères Lumière", à la Villa Cernigliaro, Sordevolo (Italie). Exposition éphémère "LE PIRE (50 réalisations parasitées du corpus Du meilleur au pire)" d'Hugo Bernard au 83 Rue Saint-Charles.
- 2016 : Exposition rétrospective à La Plaque Tournante, Berlin : "Lemaître, 90" avec 650 œuvres et documents de 1950 à 2016 (curator : Frédéric Acquaviva). Exposition "Trois moments du Lettrisme" ("Tre momenti del Lettrismo") avec Hugo Bernard, Anne-Catherine Caron et Roland Sabatier à la Villa Cernigliaro de Sordevolo (Italie) de septembre à novembre 2016, (Commissaire : Carlotta Cernigliaro). Aude Jessemin réalise 3 sérigraphies pour les Editions Acquaviva qui seront exposées au Hamburger Bahnhof avec La Plaque Tournante pour Friends With Books en décembre 2016. Premier concert-récital Isidore Isou en Roumanie par Loré Lixenberg et Frédéric Acquaviva au Centre National de la Danse de Bucarest (commissaire : Igor Mocanu).
- 2017 : Sortie à Tours, Librairie Sigma- Veyssière, du catalogue "Aude Jessemin, Pure de toute peure" par Frédéric Acquaviva, qui rassemble pour la première fois une cinquantaine d'œuvres de cAude Jessemin. Avant-première du film excoordiste ciselant "Entrelacements" de Hugo Bernard le 6 mai 2017 à la Confrèrire. Broutin et Poyet en performance à Londres, Iklectik, pour la sortie de la revue "CRU" n°2. Sortie de "Lettre aux grands de ce monde" d'Isidore Isou (Editions AcquAvivA#35). Première exposition personnelle d'Isou (et la plus complète à ce jour) à Berlin, La Plaque Tournante, (curator Frédéric Acquaviva) : "Isidore Isou, from Lettrism to Eternity". Anne-Catherine Caron, parution de "Roman Lettriste de la Villa Cernigliaro", précédé de "Signes et Supports dans la prose" de Roland Sabatier, Publications PSI/Extd. Paris, 2017. Roland Sabatier," Excursions infinitésimales", exposition Villa Cernigliaro du 30 août au 30 septembre 2017.
- 2019 : Isidore Isou, "Treatise on Vernom & Eternity", Textes de Isidore Isou, Adrian Martin, Frédérique Devaux, Roland Sabatier et Erik Bullot, Edited by Julian Kabza, Annex Press, 2019.
- Roland Sabatier, "Œuvres de cinéma (1963-2013), Catalogue raisonné", Publications Psi, 2019.
- Eric Fabre, Roland Sabatier, François Coadou, "Isidore Isou", La Lettre volée, Collection(s): Collection Eric Fabre, n°1, Bruxelles 2019.

## Filmographie sélective
- Traité de bave et d'éternité, Isidore Isou, 1951
- Le film est déjà commencé ?, Maurice Lemaître, 1951
- L'Anticoncept, Gil J  Wolman, 1951
- Hurlements en faveur de Sade, Guy E. Debord, 1952
- Tambours du jugement premier, François Dufrêne, 1952
- Film-débat, Isidore isou, 1952
- Amos, ou Introduction à la métagraphologie, Isidore Isou, 1953
- Film supertemporel, ou La salle des idiots, Isidore Isou, 1960
- Un soir au cinéma suivi de Pour faire un film, Maurice Lemaître, 1962/1963
- Au-delà du déclic, Maurice Lemaître, 1965
- Les preuves, Roland Sabatier, 1966
- Le songe d'une nudité, Roland Sabatier, 1968
- Le soulèvement de la jeunesse, mai 68, Maurice Lemaître, 1969
- Film sans histoire, François Poyet, 1969
- Cinématographie discrépante, Broutin, Curtay, Gillard, Poyet, Sabatier, 1969
- À propos de Nice, Micheline Hachette, 1970
- Pas comme ça, Alain Satié, 1970
- Le rameur, l'île ou l'inca, Jean-Pierre Gillard, 1970
- Coupures, Broutin, 1971
- Évoluons (encore un peu) dans le cinéma et la création, Roland Sabatier, 1972
- Exotisme, François Poyet, 1973
- Qu'attendez-vous ? Un film ?, Maurice Lemaître, 1975
- De la loi de la jungle à la loi des créateurs, Roland Sabatier, 1975
- Un navet, Maurice Lemaître, 1977
- Des scènes d'amours très réalistes avec force détails et gros plans, Maurice Lemaître, 1978
- 4 films anti-supertemporels, Maurice Lemaître, 1978
- Regrets, Roland Sabatier, 1978
- L'année dernière à Abou Simbel, Micheline hachette, 1978
- Un film super-expérimental, Maurice lemaître, 1980
- Regarde ma parole qui parle le (du) cinéma, Roland Sabatier, 1982
- Lady Style 82, François Poyet, 1982
- Chute et décadence de Terpsychore, François Poyet, 1983
- Contre un ex-créateur devenu porc, Isidore Isou, 1984, Productions EDA
- Les platanes alignés, Broutin, 1984
- Nous avons le plaisir de vous annoncer la mort de..., ou Litanie sans lendemain, Isidore Isou, 1984 Productions EDA
- Mise en place de rires justes sur une société injuste, Roland Sabatier, 1985
- Entre 1980 et 1990, Frédérique Devaux et Michel Amarger réalisent une vingtaine de films (voir Catalogue Light Cone et CJC)
- Pour-Venise-Quoi ?, Roland Sabatier, 1994
- Maurice Lemaître, le retour, Maurice Lemaître, 1998
- Fleur de browning, Isidore Isou, 1999
- Corrélations avec l'éternité, Anne-Catherine Caron, 2004
- Écran total, Maurice Lemaître, 2005
- Portrait excoordiste d'Isidore Isou, Alain Satié, 2005
- Attaché-Détaché sur Seine, Anne-Catherine Caron, 2005
- Éventuellement, Damien Dion, 2008
- La cabine de cinéma infinitésimal, Jean-Pierre Gillard, 2009
- La cabine de cinéma excoordiste, Jean-Pierre Gillard, 2009
- Photodafé, Damien Dion, 2009
- 1/6 de ramassis d'hyper-mécaniques et d'anti-hyper-mécaniques, Hugo Bernard, 2016
- Entrelacements, Hugo Bernard, 2017